# Nuestra Señora de Akita
Nuestra Señora de Akita es el título católico de la Santísima Virgen María  asociado con una imagen de madera venerada por fieles japoneses que la consideran milagrosa.   
La imagen se conoce debido a las apariciones marianas informadas en 1973 por la hermana Agnes Katsuko Sasagawa en el área remota de Yuzawa, una periferia de Akita, Japón. Los mensajes enfatizan la oración (especialmente la recitación del Santo Rosario) y la penitencia en combinación con visiones crípticas que profetizan la persecución sacerdotal y la herejía dentro de la Iglesia católica. La Iglesia católica conmemora su festividad el 12 de junio.  
Las apariciones fueron inusuales, ya que la estatua de la Virgen María que lloraba se emitió en la televisión nacional japonesa y se hizo notar con la curación repentina de la discapacidad auditiva experimentada por Sasagawa después de las apariciones. La imagen también se afilió al movimiento La Dama de todas las Naciones, con el que el mensaje comparte algunas similitudes. 
El ordinario local del convento, John Shojiro Ito, obispo de Niigata, autorizó "la veneración de la Santa Madre de Akita", dentro de la Diócesis de Niigata en una carta pastoral de 1984, "mientras esperaba" un "juicio definitivo sobre este asunto" pronunciado por la Santa Sede. En una entrevista con los 30 días mensuales en Italia, el cardenal Peter Shirayanagi, arzobispo de Tokio, dijo que "los eventos de Akita  deben tomarse en serio. Creemos que ahora tienen un gran significado para la Iglesia o la sociedad japonesa".

## Fondo
Durante varias décadas, Sasagawa, originalmente de una familia budista, había encontrado muchos problemas de salud. Ella nació prematura y sufrió mala salud la mayor parte de su vida. También tuvo una operación de apéndice mal realizada y estuvo inmóvil durante más de una década. Según informes, su salud mejoró después de beber agua de Lourdes mientras estaba bajo el cuidado de una monja católica. Después de quedarse totalmente sorda, se fue a vivir con las monjas cerca de Akita. Sasagawa falleció el 15 de agosto de 2024, a la edad de 93 años, en Akita, Japón, en el convento donde vivía.

## Apariciones
En 1973, Sasagawa reportó apariciones, así como estigmas y una estatua de madera de la Virgen María, que se dice que lloró en 101 ocasiones. Las monjas en Yuzawadai también reportaron estigmas en la estatua, así como en las manos de Sasagawa; los estigmas en la estatua supuestamente aparecieron antes de que comenzaran las lágrimas, y desaparecieron después de las lágrimas.
Sasagawa informó tres mensajes de la Santísima Virgen durante 1973, pero se informa que la estatua misma siguió llorando a partir de entonces. Sasagawa informó que escuchó por primera vez que la estatua la llamaba, y luego comenzó el primer mensaje. 

### Mensajes
Sasagawa afirmó haber comenzado a recibir el primero de los mensajes de la Virgen María el 6 de julio de 1973. Sasagawa describió que cuando esto sucedió, la estatua se iluminó al reconocer sus estigmas y su discapacidad auditiva. Se le pidió que recitara la oración de las Siervas de la Eucaristía, que la Virgen María dijo que curaría su sordera. Los otros mensajes reportados piden la oración del rosario y rezar Hechos de Reparación. "Rezad mucho las oraciones del rosario. Solo yo puedo salvarte de las calamidades que se acercan".
El segundo mensaje incluye lo siguiente: "Muchos hombres en este mundo afligen al Señor. Deseo que las almas lo consuelen para suavizar la ira del Padre Celestial. Deseo, con mi Hijo, las almas que repararán con su sufrimiento y su pobreza. para los pecadores e ingratos".
El tercer mensaje fue comunicado el 13 de octubre de 1973. Se afirmó que la estatua se animó durante un período prolongado y fue presenciada por varias monjas. El tercer mensaje de Nuestra Señora de Akita es: 

Mi querida hija, escucha bien lo que tengo que decirte. Informará a su superior. Como les dije, si los hombres no se arrepienten y se mejoran a sí mismos, el Padre infligirá un terrible castigo a toda la humanidad. Será un castigo más grande que el diluvio, como nunca se habrá visto antes. El fuego caerá del cielo y borrará a gran parte de la humanidad... lo bueno y lo malo, sin escatimar ni a los sacerdotes ni a los fieles. Los sobrevivientes se encontrarán tan desolados que envidiarán a los muertos. Las únicas armas que quedarán para ti serán el Rosario y la Señal dejada por Mi Hijo. Cada día recitan la oración del rosario. Con el rosario reza por el papa, los obispos y los sacerdotes. El trabajo del diablo se infiltrará incluso en la Iglesia de tal manera que uno verá cardenales opuestos a cardenales y obispos contra otros obispos. Los sacerdotes que me veneran serán despreciados y rechazados por sus cohermanos... iglesias y altares saqueados; la Iglesia estará llena de aquellos que aceptan compromisos y el demonio presionará a muchos sacerdotes y almas consagradas para que abandonen el servicio del Señor. El demonio será especialmente implacable contra las almas consagradas a Dios. El pensamiento de la pérdida de tantas almas es la causa de mi tristeza. Si los pecados aumentan en número y gravedad, ya no habrá perdón por ellos. Con valor, hable con su superior. Él sabrá cómo animar a cada uno de ustedes a orar y realizar obras de reparación. Es el obispo Ito, quien dirige su comunidad. ¿Todavía tienes algo que preguntar? Hoy es la última vez que te hablaré con voz viva. De ahora en adelante, obedecerás al enviado a ti y a tu superior... Solo yo puedo salvarte de las calamidades que se acercan.[1]

### Curas médicas
Sasagawa se mudó al convento de Seitai Hoshikai Handmaids de la Sagrada Eucaristía en Yuzawadai el 12 de mayo de 1973. Los tres mensajes de la estatua fueron "percibidos por los oídos sordos" de Sasagawa mientras era novicia en el convento.
En mayo de 1982, Sasagawa experimentó una mejora repentina en la audición. En junio de 1982, Sawada atestiguó que la audición de Sasagawa fue completamente restaurada. Según Yasuda, la mejora de la audición notada durante el examen de audición de Sasagawa en 1982 no fue certificada como una "cura milagrosa" por el hospital.
El 4 de agosto de 1981, una mujer coreana con un tumor cerebral terminal se curó milagrosamente después de que amigos y familiares oraran por la intercesión de Nuestra Señora de Akita. Su nombre es Teresa Chun Sun Ho. Ella recibió visiones de la bienaventurada Virgen María relacionadas con los eventos de Akita durante su recuperación, la primera mientras estaba en coma. Su enfermedad fue diagnosticada y la cura subsiguiente fue verificada por profesionales médicos en Corea del Sur. Yasuda escribió que, según Chun y otros peregrinos coreanos de octubre de 1983, la cura de Chun "había sido declarada milagrosa por las autoridades de la Iglesia de Corea".

## Estigmas
Sasagawa "afirmó haber tenido una experiencia estigmática". Su mano izquierda desarrolló marcas de sangrado. Yasuda escribió que en junio de 1973 "en el centro de  palma había dos rasguños rojos en forma de una cruz" que parecía haber sido "grabada en la piel" y comenzó a sangrar unos días después. "Había dos rastros rojos en forma de cruz y parecían causar dolor", según una monja. Según el relato de Sasagawa, los estigmas emergieron después de que ella comenzó a ver seres sobrenaturales, que parecían ser ángeles, y dos incidentes en los que sintió un dolor punzante en la palma de la mano. Cuando la herida apareció en su mano, se propusieron varias explicaciones, incluida la teoría de la capacidad ectoplásmica, aunque los teólogos dijeron que los estigmas en las manos de Sasagawa y de la estatua eran signos.

## Estatua que llora
La palma de la mano derecha de la estatua rezumaba un líquido de dos líneas cortas que se cruzaban. Fue descrita como "una marca negruzca", por una monja. "Uno habría dicho que se había trazado con la punta de un lápiz". "Uno habría dicho que fueron trazados con un bolígrafo con tinta negra", según una segunda monja. fuera dos puntos más oscuros. Se parecía mucho a la tinta que se había extendido bajo el efecto del calor. "Me dije a mí misma que la Maestra de Novicias debía haber hablado de estos puntos cuando vio que la sangre fluía a través de un agujero tan grande como el de una aguja". Una tercera monja, que había sido el sacristán, describió que "vio en la mitad de la palma de la mano derecha que una herida en forma de cruz había sido cortada con algo parecido a la punta de una cuchilla".
El canal 12 de TV Tokyo grabó en vídeo la estatua del llanto en diciembre de 1973. El tipo de sangre de la estatua y su tipo de sudor y lágrima fueron los tipos B y AB, respectivamente.

## Aprobación
Ito (r. 1962–1985) consultó con la Congregación para la Doctrina de la Fe (CDF) en 1975. En 1976, Ito creó una comisión de investigación que "declaró que no estaba en condiciones de probar los eventos sobrenaturales". En 1978, la CDF publicó normas para examinar "presuntas apariciones o revelaciones". Siguiendo las normas de 1978 de la CDF, Ito solicitó una intervención de la CDF en 1979 para crear otra comisión de investigación para reexaminar los hechos. En 1981, el CDF fue "desfavorable a los acontecimientos" y respondió que no iniciaría un nuevo examen. Pero la respuesta de la CDF en 1981 "contenía algunos malentendidos", según Ito, por lo que volvió a examinar los hechos en 1982 y "envió el expediente completo, aumentado con los nuevos hechos" a la CDF. Ito se reunió con funcionarios de la CDF en 1983, pero el caso seguía siendo examinado por esta. Aunque el caso permaneció bajo examen, el 22 de abril de 1984, Ito escribió que no encontró "ningún elemento que sea contrario a la fe y la moral católica" en los eventos y también: 
- Reconoció "el carácter sobrenatural de una serie de misteriosos eventos relacionados con la estatua" en el convento.
- autorizó "la veneración de la Santa Madre de Akita", dentro de la Diócesis de Niigata, "mientras esperaba" un "juicio definitivo sobre este asunto" pronunciado por la Santa Sede.
- Distinguimos que los eventos fueron una Revelación privada y no necesarios para la salvación como la revelación pública.[12]

En agosto de 1988, la Union of Catholic Asian News informó que Mutsuo Fukushima, del Servicio de Noticias de Kyodo, escribió que acompañó a Ito a una reunión de junio de 1988 con Ratzinger. UCAN informó que "Ratzinger ha aprobado la veracidad de los mensajes de la Santísima Madre María en Akita, según la información revelada" por Fukushima. Se informó que Fukushima escribió que Ratzinger le dijo a Ito que no se oponía a la carta pastoral de Ito. Pero según Yasuda, el CDF aseguró a Ito en junio de 1988 "que había actuado correctamente". Aunque no se opuso a la carta pastoral de Ito, Ratzinger "no hizo ningún juicio sobre la credibilidad de los acontecimientos".
En abril de 1990, el obispo William Aquin Carew, nuncio apostólico en Japón, en una entrevista en la revista católica 30 Days, dijo que Ratzinger "no emitió ningún juicio sobre la confiabilidad o credibilidad de los 'mensajes de la Virgen'".
El arzobispo de Tokio, Peter Shirayanagi, entonces presidente de la Conferencia de Obispos Católicos de Japón, dijo sin rodeos: "Los eventos de Akita ya no deben tomarse en serio", en una entrevista de 30 Días en 1990.
Ito murió en 1993.
En 1999, el arzobispo Ambrose De Paoli, nuncio apostólico en Japón, respondió a la tradicional revista católica Orden Cristiana que "la Santa Sede nunca ha dado ningún tipo de aprobación ni a los eventos ni a los mensajes de Akita".
"A pesar de las afirmaciones de que el Cardenal Ratzinger dio su aprobación definitiva a Akita en 1988", Eternal Word Television Network escribió, en una corrección de 2011, que "no parece existir un decreto eclesiástico, como seguramente lo haría en tal caso". Thomas J. Craughwell escribió, en OSV Newsweekly, que "parece, entonces, que Akita no es una aparición aprobada y que las advertencias apocalípticas que hemos leído recientemente no son 'dignas de ser creídas'"., la Santa Sede "no ha emitido una declaración formal al respecto".

## Nuevo mensaje
El 27 de octubre de 2019, WQPH 98.3 FM, una emisora de radio católica que emite en el estado estadounidense de Massachusetts, dio la noticia de que Sasagawa había recibido un nuevo mensaje el 6 de octubre de 2019. Sasagawa fue despertada por su ángel de la guarda y le dijo: «Cúbrete de cenizas y, por favor, reza un rosario de reparación todos los días. Vuélvete como un niño. Por favor, ofrece sacrificios todos los días».
Este es el discurso dicho por la Hermana Sasagawa que la Hermana M escuchó de primera mano.
El domingo 6 de octubre a las 3:30 de la madrugada en Akita, se me apareció el mismo ángel (la hermana Sasagawa) de hace unos 30 años (ver Nota 1).  El ángel me dijo primero (a la hermana Sasagawa) algo privado.
Lo bueno que hay que transmitir a todo el mundo es: «Cúbrete de ceniza» (ver Nota 2) «y por favor reza el Rosario Penitencial todos los días».  Tú (Hermana Sasagawa) vuélvete como un niño y cada día por favor da sacrificio».
La Hermana M le preguntó a la Sra. S: «¿Puedo contarle esto a todo el mundo?», a lo que la Hermana M le respondió que sí, que la Hermana Sasagawa.  También, «Por favor reza para que yo (Sasagawa) pueda ser como un niño y dar sacrificio», fue dicho por la Sra. S según lo escuchado por la Hermana M.
-fin del mensaje-
Nota 1: En Akita, el ángel que se apareció ante la hermana Sasagawa era una mujer, y sin pensarlo, la hermana Sasagawa soltó «Hermana mayor».  Parece que se parecía a su hermana mayor que había muerto.  Le dijeron: «No, soy algo que te protege».
Y luego, «Vamos a la iglesia», y Sasagawa fue guiada hasta allí.  (Se cree que es el ángel de la guarda de Komatsu).

Nota 2: La profecía de Jonás (Jonás 3:1-10) (primera lectura del 8 de octubre) vestido de saco y sentado sobre ceniza. 